# Acústica i navegació

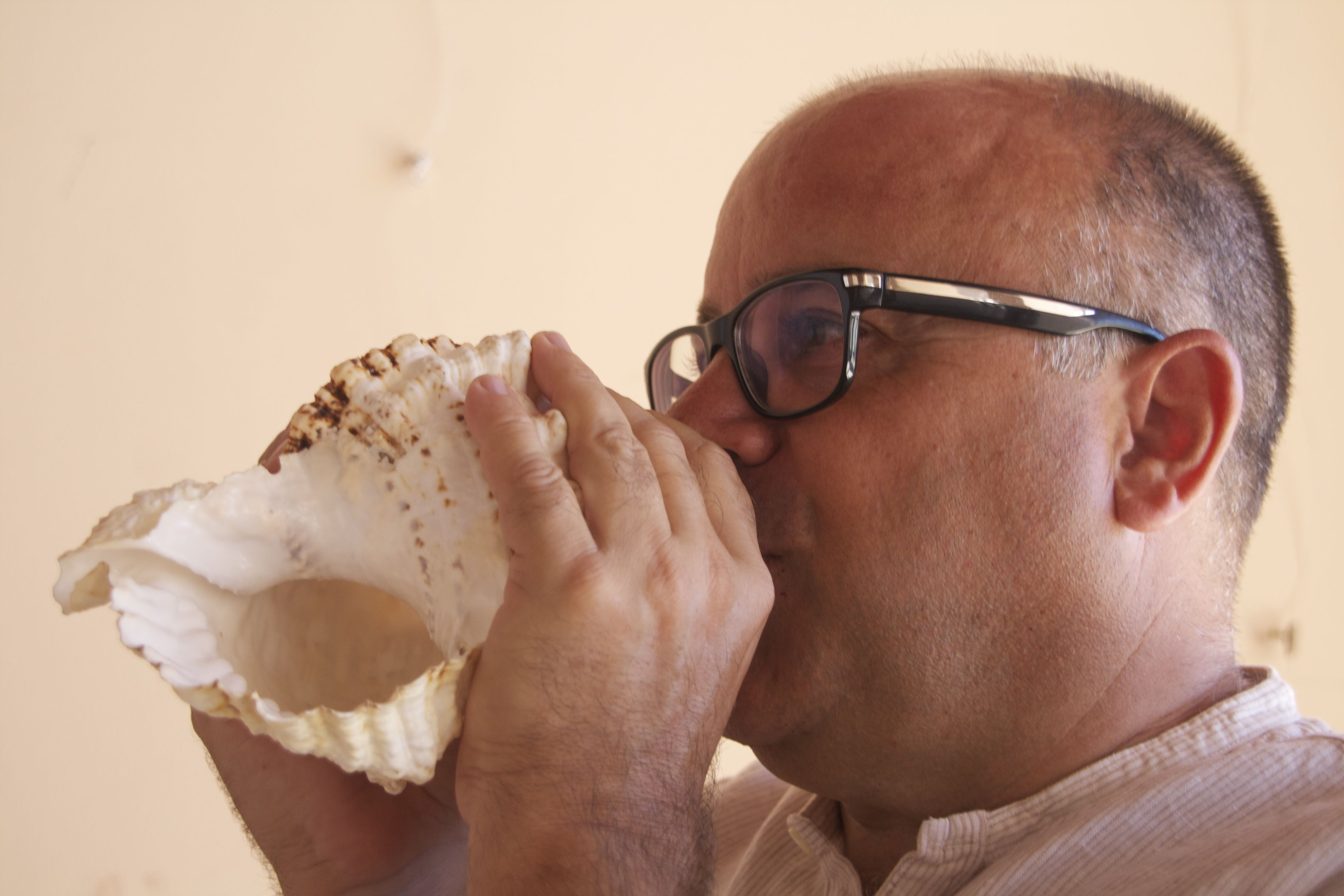
Corn marí dels llaguters al riu Ebre.

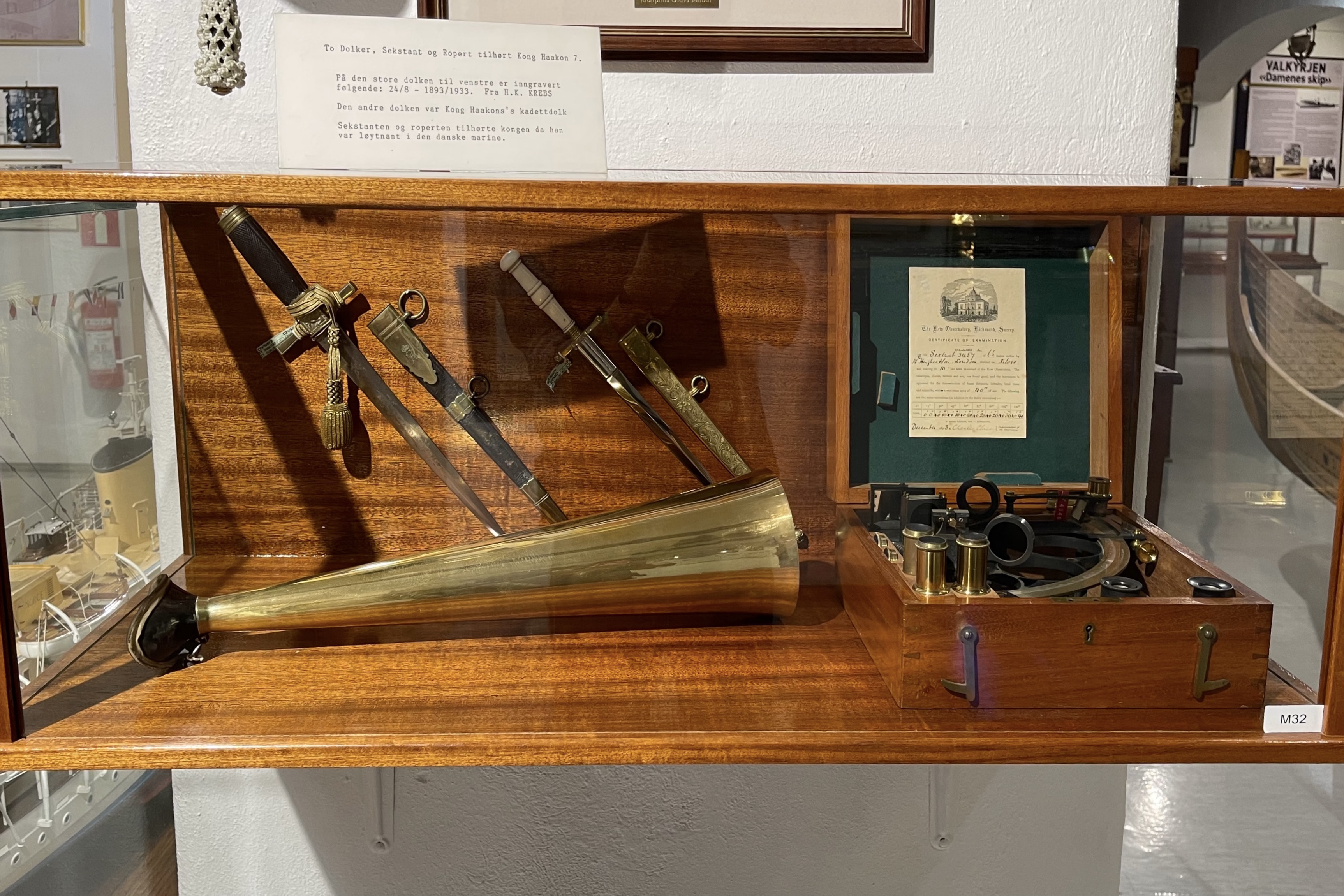
Megàfon de llautó a l'esquerra.

El present article, acústica i navegació, hauria de presentar les múltiples relacions existents entre la disciplina científica, l’acústica pràctica i real, i el fet de navegar per mars, rius i llacs amb embarcacions de tota mena.
Relacionades amb la navegació, les ones sonores i la ciència que les estudia tenen una gran importància. Basats en propietats acústiques hi ha diversos intruments de navegació. Els senyals sonors i sorolls de tota mena són percebuts pel sentit de l’oïda. En el primer cas es tracta de sons útils i en el segon cas de sons (aparentment) indesitjables.
Cada aspecte considerat es presentarà a continuació en un apartat específic. Alguns temes seran exposats en sub-apartats.

## Acústica
L’acústica és una branca de la física que s'ocupa de l'estudi de les ones mecàniques dels gasos, líquids i sòlids, inclosos temes com la vibració, el so, els ultrasons i els infrasons, que es propaguen a través de la matèria (tant sòlida com líquida o gasosa) (no es propaguen en el buit) per mitjà de models físics i matemàtics.

## Oïda

### Localització del so
La capacitat humana per a detectar la posició d'una font sonora és tan útil en la navegació com en la vida diària. Hi ha perills puntuals que permeten ser situats i evitats. Les ones que trenquen contra un escull o un salt d’aigua, en un riu, fan sorolls que poden ser escoltats a distància i, un cop localitzada la font emissora i identificat el risc, el vaixell pot governar allunyant-se del perill.

### Protecció

Ulisses I els cant de les sirenes.

Els sorolls molt intensos són perjudicials per a l’oïda humana i cal emprar algun sistema de protecció en ambients perjudicials. Les sales de màquines dels vaixells i les cobertes dels portaavions són escenaris típics d’operaris amb cascs de protecció.
Una metàfora mitològica de “sorolls” nocius seria el cant de les sirenes.
|  |  |  |

### Sorolls i vibracions de màquines
En funcionament normal, els motors i altres màquines emeten una sèrie de sorolls i vibracions que cal considerar habituals i acceptables. Qualsevol canvi pot ser el resultat d'una degradació, desequilibri o avaria. L’oïda d’un operari entrenat detecta els canvis anormals i pot evitar resultats desastrosos.

### Soroll en peces de fusta estructurals
J.E. Gordon, un expert en materials i estructures, presenta el fet d’estructures de fusta que produeixen sorolls alarmants sense que estiguin a punt de trencar-se. L'exemple que posa és els dels planadors de fusta, en els quals una falla estructural podria provocar la mort. En els vaixells de fusta poden produir-se sorolls semblants. L'experiència hauria de dir, en cada cas, si els sorolls indiquen perill de l'estructura o no.
Hi ha referències literàries a sorolls en un veler determinat que avisen quan cal afluixar.
| «                                                                        | You can drive the Retriever until she develops a certain little squeak up forward--and then it's time to shorten sail. | » |
| — Peter Bernard Kyne. Cappy Ricks: Or, The Subjugation of Matt Peasley . | |   |

### Navegar amb els ulls tancats
L’autor de l’obra de referència (Eric Twiname), un manual de consells per a regatistes de vela, aconsella practicar la navegació amb els ulls tancats per a adonar-se de les sensacions complementàries usades de forma inconscient. Un dels sentits implicats és el de l’oïda. Sentit que pot ajudar millor si és tingut en compte i hom l'ensinistra.
Un document molt més antic que tracta, indirectament, sobre la navegació en la foscor és el següent:
| «                                                      | ... in Fiandra alle Schiuse et nello mare di Berthagna sonno piloti che di nocte et nelli più tempesti giorni e scuri non vedendo alcuna cosa, per arbitrio de testa conducono le nave et sanno dire lo locho dove sonno et quanto distano da ogni parte, | » |
| — Benedetto Cotrugli, “De navigatione”; Nàpols (1464). | |   |

## Veu
Quan els tripulants d'una embarcació són dos o més, les comunicacions verbals tenen una importància capital. En tripulacions nombroses les ordres generals es feien sovint amb la veu.

### Intensitat de la veu
| «                                                      | ... Lo comito deve essere robusto de vita et de voce resonante per lo continuo gridare che bisogna in galea, et deve essere experto della cartha del navigare, et de pradica delli porti pertinente allo piloto... | » |
| — Benedetto Cotrugli, “De navigatione”; Nàpols (1464). | |   |

### Escandall
El responsable de l'escandall, quan anava sondant la fondària, "cantava" la profunditat mesurada. Un altre cas d'un instrument de navegació (físic i material) que necessitava una lectura visual (basada en l'òptica) i un anunciament verbal (acústica). Mark Twain, el famós pseudònim de l'escriptor nord-americà, estava basat en una marca de profunditat que cantaven els mariners que sondaven el riu Mississipi.

## Instruments sonors

### Aulos
L’aulos era una mena de gralla grega usada en els vaixells de rems. El músic que la tocava (anomenat auletes en grec) marcava el ritme de remada. Generalment els auletes eren músics poc notables, avesats a la dura vida dels navegants. En una ocasió Alcibíades va contractar com a auletes un atleta campió en els jocs pítics: Crisògon.

### Xiulet de senyals a la tripulació
Hi ha molts exemples dels diferents xiulets emprats en la navegació per còmits i oficials. El so d'un xiulet permetia (i encara permet) donar ordres clares i potents predominant sobre altres sorolls que dificulten la intel·ligència de les ordres verbals. L'esforç requerit per a fer sonar un xiulet és mínim comparat amb una ordre verbal donada cridant.
Segons un document de 1250, Jean de Joinville esmentava el xiulet de comandament en una galera genovesa: “Al riu, davant del rei, hi havia una galera genovesa on no semblava haver-hi més que un home. Quan aquest veié el rei, feu sonar un xiulet i de dins de la galera sortiren 80 ballesters ben aparellats, amb les ballestes parades; i tot seguit posaren cairells en la llera (a punt de disparar)”.
Benedetto Cotrugli  escrigué del xiulet de plata que portaven els nauxers, principalment els de les galeres.
| « | Nauchieri de la nave è lo primo et lo principale governatore et commandatore in nave... deve essere ferocissimo ad farse temere et obedire allo sono dello fischio, lo qual fischio à certi toni chesse intendono; et quando fischia deveno li marinari respondere “oho”, et allora lo nauchieri dicie in una parola multe cose... | » |
| — El nauxer de la nau és el primer i principal governador i comandant de la nau... ha de ser molt estricte en l'acompliment de les ordres donades a toc de xiulet ; aquest xiulet emet sons característics coneguts per tothom i, quan xiula els mariners han de respondre “oho”. Seguidament el nauxer dona ordres resumides, que amb una paraula volen dir moltes coses... , Benedetto Cotrugli. De Navigatione (1464-65). | |   |

### Canari
Un dels instruments que escoltaven els mariners i navegants era el canari. Un canari era un martell o maçola dels calafats, fet de fusta de ginjoler, que repicava amb un so característic i repetitiu quan era utilitzat.

## Sorolls d'un veler[19][20]

Vela flamejant sota l'acció del vent

Els velers, navegant o amarrats al moll, fan una gamma de sorolls prou variada. Alguns d’aquests sons poden ser recordats i comentats.

### Veles
Una vela ben tallada i cosida no hauria de fer soroll quan està correctament disposada i orientada. Els sorolls provocats per les veles són de tipus aerodinàmic i no provocats directament per les veles. Les veles velles (o noves i mal fetes) poden estar deformades i vibrar (i fer soroll) en algun dels seus caients. Una vela correcta mal ralingada o mal caçada pot flamejar i fer soroll. També fan soroll les veles esquinçades. El sorolls de les veles poden ajudar a navegar millor i avisar de possibles avaries.
El flameig d'una vela és molt perjudicial per a la vela, especialment amb vents forts. Es produeix l'efecte del "cop de fuet" ("whipcracking" en anglès), amb acceleracions i forces importants, que poden ser destructives. Les veles amb sabres extensius no pateixen tant aquest efecte.

### Eixàrcia ferma

Animació mostrant un deixant de von Kármánn provocat per un objecte cilíndric.

L'eixàrcia ferma està formada per un conjunt de cordes o cables sota tensió. Quant el vent incideix sobre aquests sòlids (aproximadament) cilíndrics es produeixen uns vòrtexs alternatius en la banda de sotavent (Deixant de von Kármán). En funció dels paràmetres implicats (velocitat del vent, diàmetre del cable, tensió del cable, ...) es produeixen sorolls aerodinàmics audibles característics. A més, cada cable pot vibrar com una corda musical i produir un so que s'afegeix als indicats.

#### Força 5
Entre un vent de força 5 i força 6, els cables comencen a xiular i a vibrar. Les drisses massa tensades colpegen contra el pal. Si aquest és d’alumini, els cops ressonen de manera desagradable (no convé tensar massa les drisses; és millor que quedin una mica fluixes).

### Ones de progressió
Quan una embarcació es desplaça, la seva roda de proa impacta contra l’aigua tranquila i es forma una onada de proa. També es forma una onada de popa. En funció de l'estat inicial de l’aigua (abans que arribi el vaixell), de la velocitat relativa i de la finesa del buc, els sorolls provocats per la progressió del vaixell són prou evidents i, en cada cas, característics.

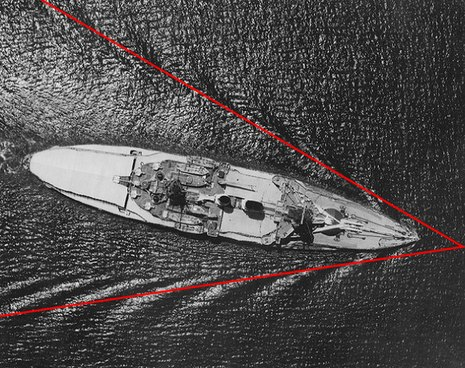
Angle de les ones de proa: 39°
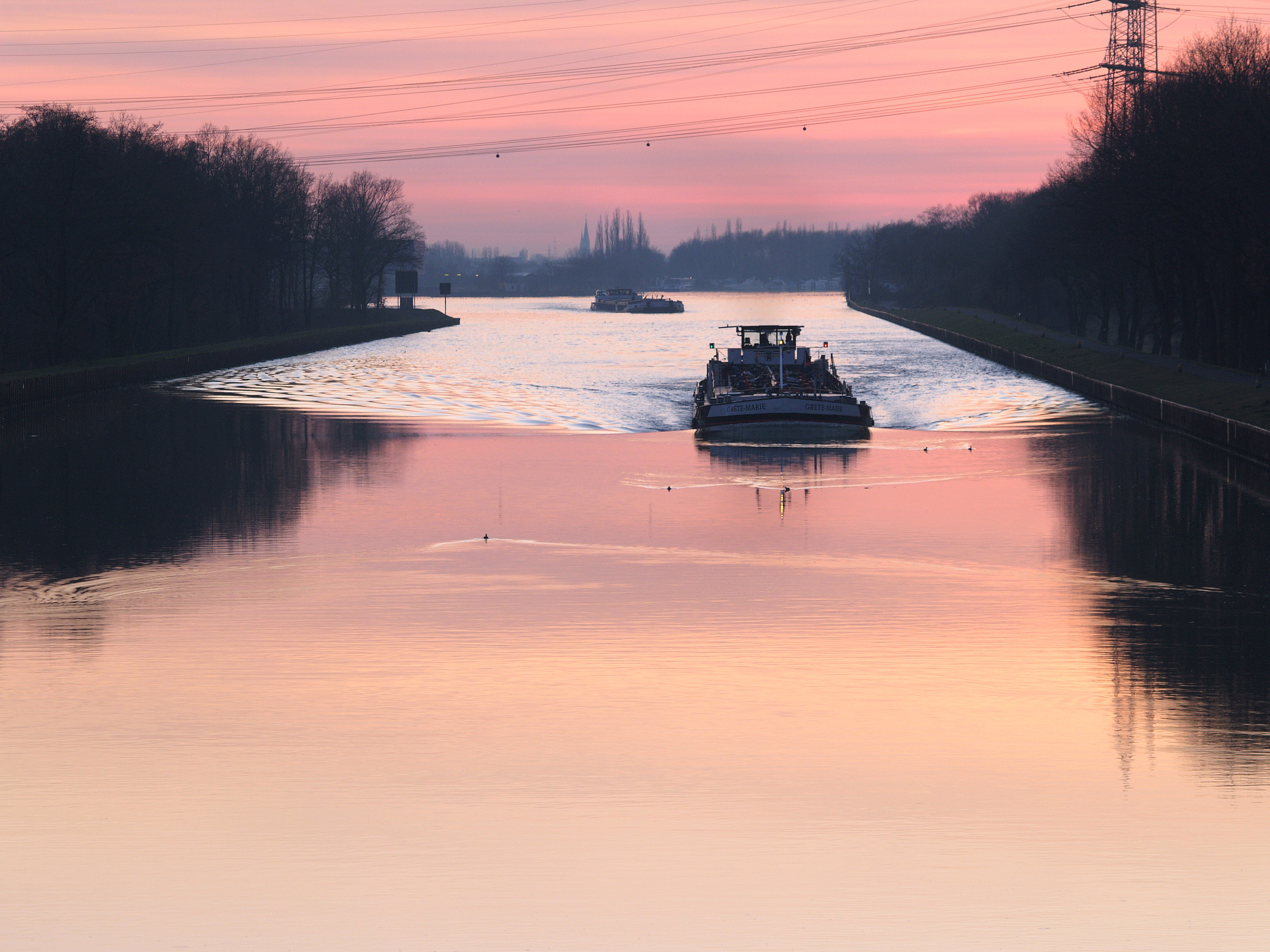
Ones d'un vaixell i algunes aus aquàtiques, al canal Rin-Herne
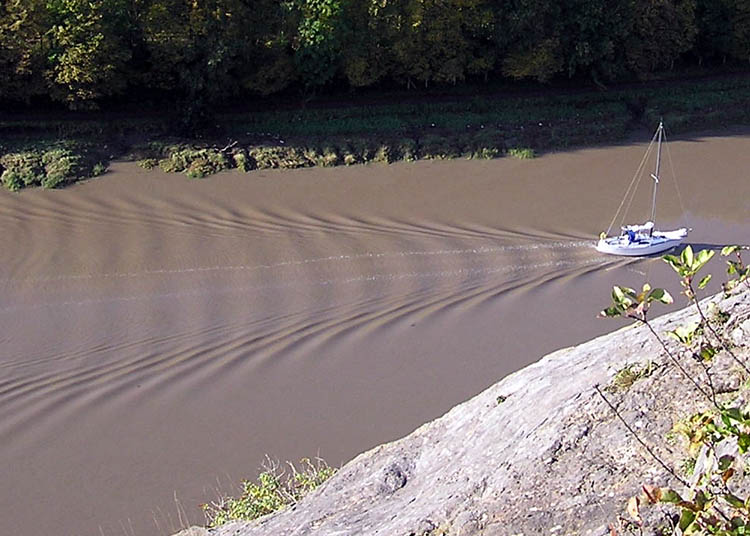
Ones en aigües tranquil·les .
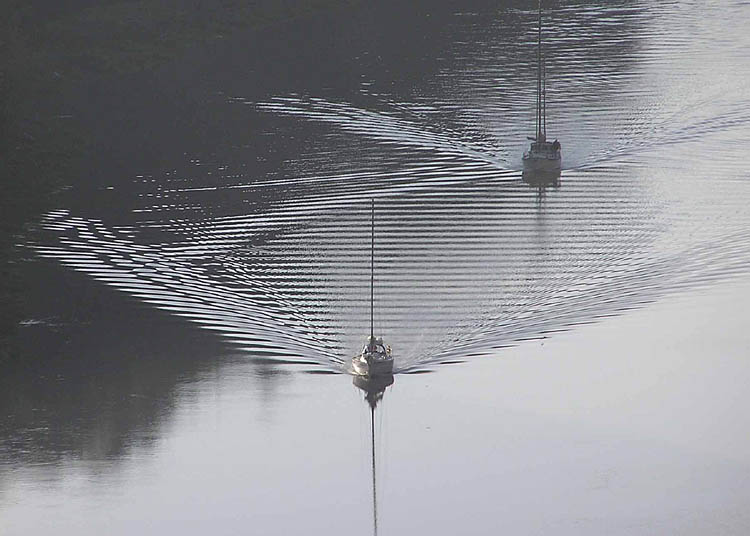
Ones també en el cas d'una velocitat baixa.

### Soroll general
En els ports esportius, amb una munió de iots atracats, el soroll general quan bufa el vent és particularment interessant. De nit o de dia (quan fa mal temps) la concurrència és mínima i és possible gaudir d’un ambient sonor exòtic. Algunes persones el considerent inquietant. A altres persones les relaxa. Hi ha versions gravades per a possibles interessats.

## Boira
La boira limita o anula la visibilitat. I fa perillosa la navegació. Abans del descobriment del radar (i la comercialització d’unitats assequibles), els únics mitjans disponibles per a millorar la navegació eren acústics (També l'escandall podia ser útil). Les normes que regulen els instruments i els senyals sonors que cal emetre són encara vigents segons el Reglament Internacional per a Prevenir Abordatges a la mar.

### Instruments per a senyals de boira
- En els vaixells
  - Campana[29][30]
  - Gong[31][32]
  - Botzina de boira
    - Clàxon de boira[33]
    - Botzina de membrana
    - Nautòfon[34]
    - Botzina de llengüeta

  - Sirena
  - Xiulet gran de boira

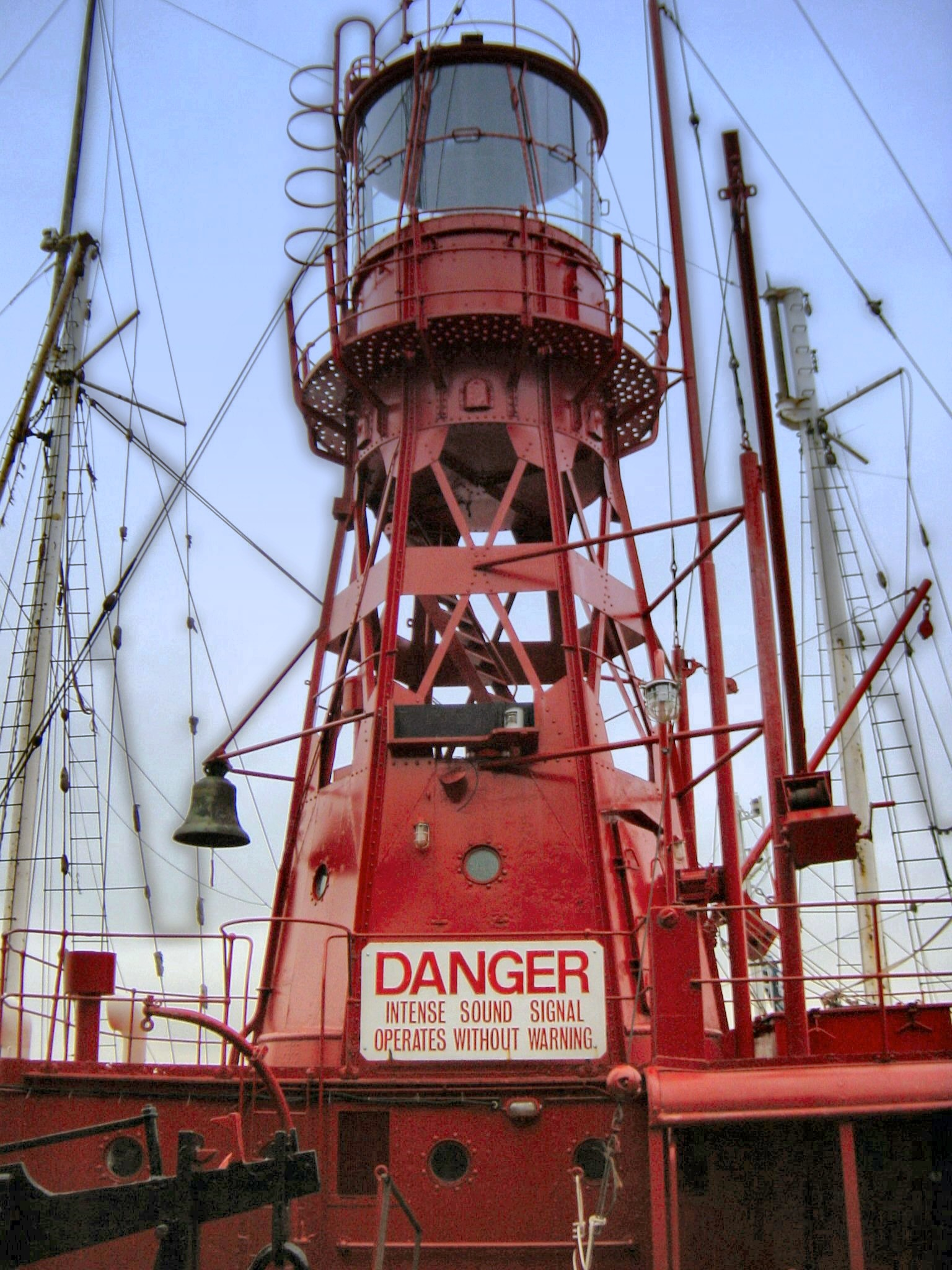

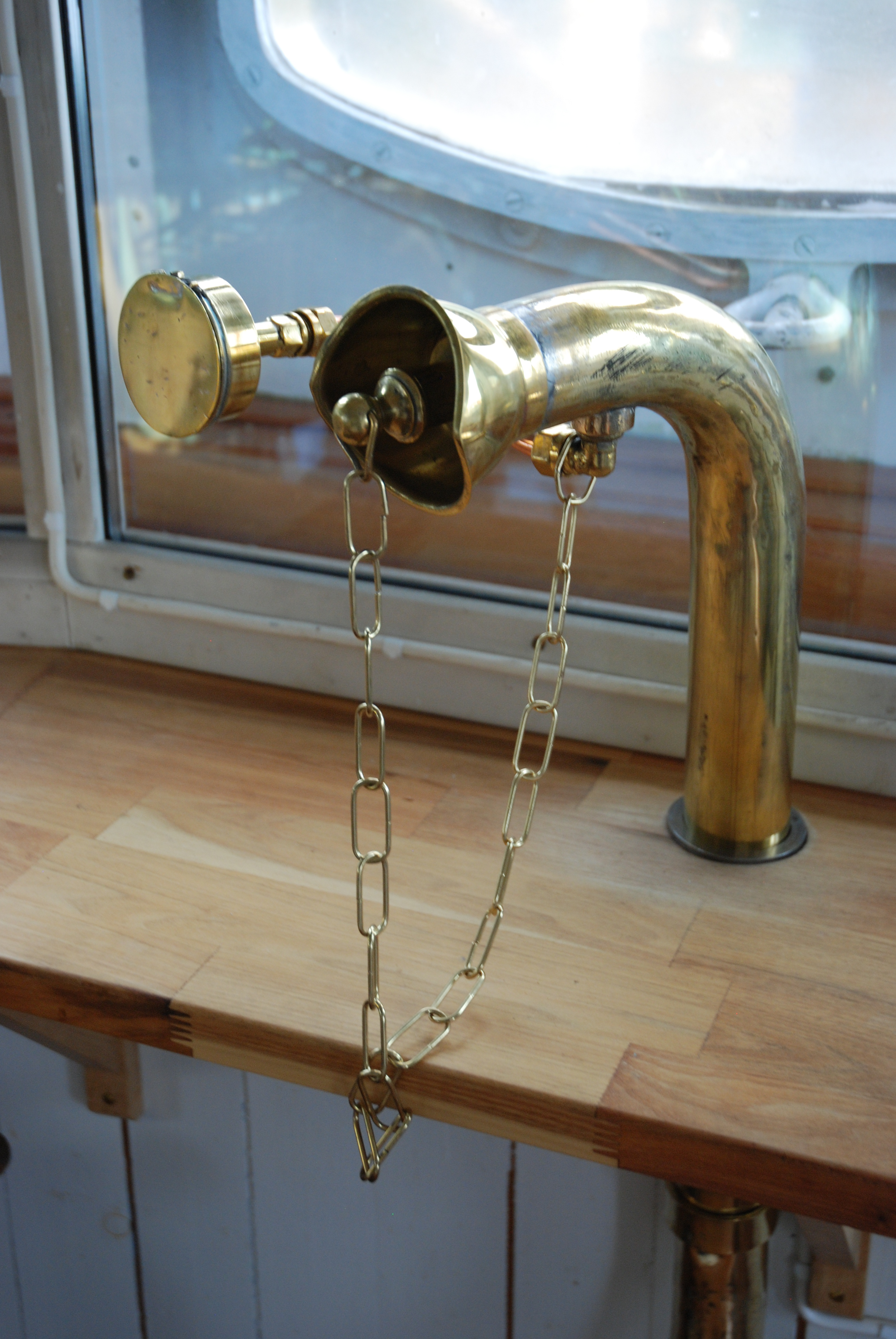

- En fars i instal·lacions terrestres
  - Canons
  - Campanes
  - Diàfon[35]

- En boies flotants
  - Campana
  - Gong
- En boies submergides

## Tub acústic
El sistema del tub acústic (“voice-tube” o “speaking-tube” en anglès) fou molt popular en els vaixells del segle xix. Un tub d’uns deu centímetres de diàmetre permetia parlar entre dos punts de la nau. Per exemple: entre el pont de comandament i la sala de màquines. No calia electricitat ni cap altra font d’energia. Hi havia un sistema equipat amb dos xiulets. El que volia parlar destapava la seva botzina i bufava. El xiulet de l’altra botzina, encara tapada, sonava i avisava la persona requerida. Amb les dues botzines destapades el tub acústic podia canalitzar la veu. Un cop acabada la conversa caliar posar els taps a les dues botzines. Hi ha alguna anècdota literària protagonitzada pel tub acústic d’un vaixell.

## Radiotelegrafia

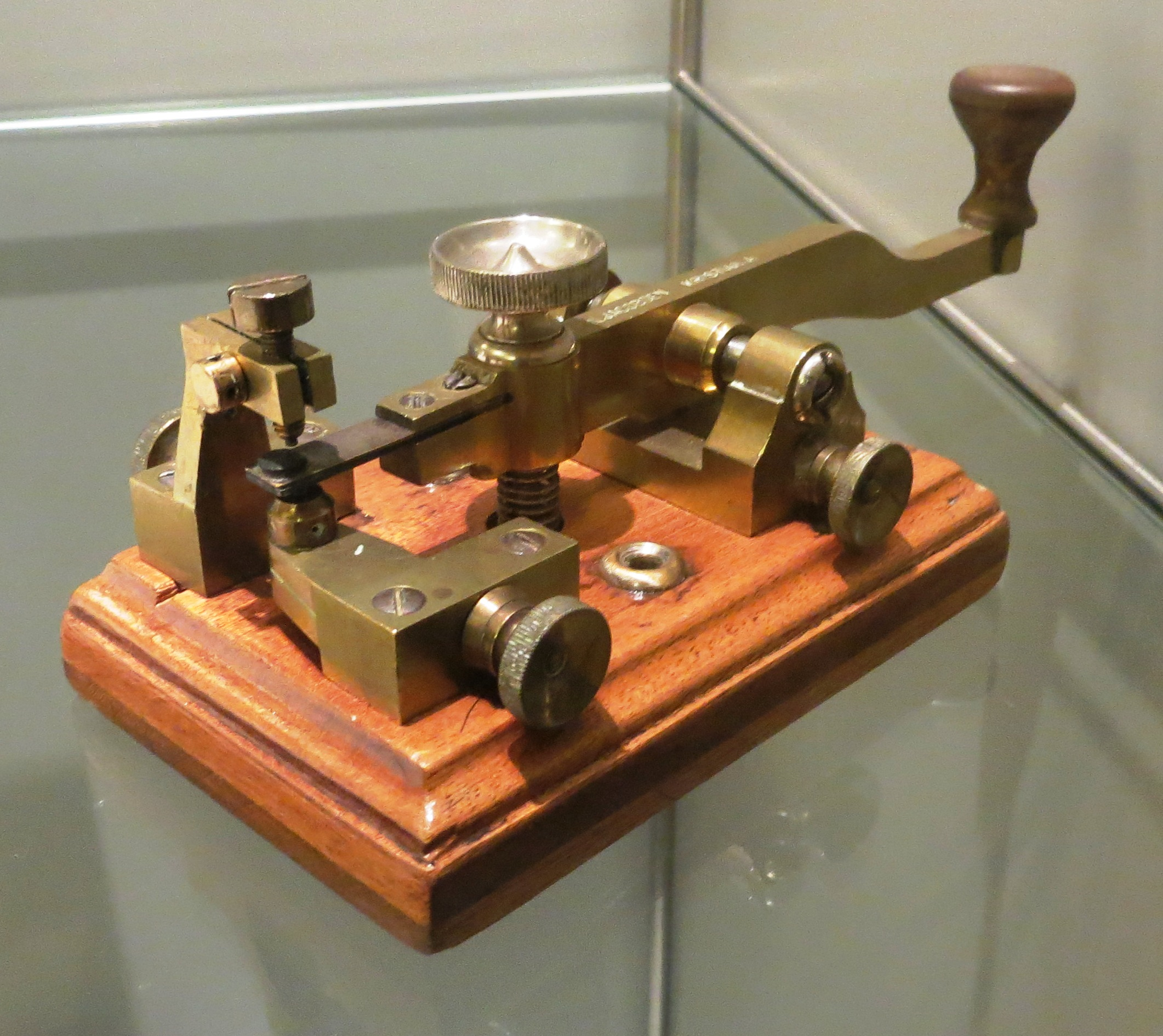
Mecanisme transmissor de tecla per a codi Morse.

La telegrafia sense fils va permetre la comunicació entre els vaixells, els ports i els armadors. El codi Morse emprat universalment és un codi elèctric però, a efectes pràctics, de fet es tracta d’un codi sonor.
En els inicis de la telegrafia els telegrames llargs costaven molts diners. Aquest inconvenient va propiciar la publicació d’obres que ensenyaven mètodes codificats per a transmetre informació mitjançant missatges curts. A la pràctica cada companyia tenia un llibre de codis (un exemplar a la casa mare i un exemplar a cada vaixell) que estalviava costos i garantia la confidencialitat de les comunicacions.

## Acústica electrònica
Hi ha uns quants instruments acústics aplicats a la navegació: Hidròfon, ASDIC, Sonar i altres.
Els hidròfons són micròfons que poden funcionar submergits en aigua. Permeten captar tota mena de sons submarins. El sistema ASDIC es basava en escoltar el soroll produït per altres vaixells per a determinar el seu rumb, distància i velocitat amb finalitats militars. Els sonars són sistemes actius que emeten ones ultrasòniques i analitzen els ecos d’aquestes. Les seves aplicacions típiques són com a detectors de profunditat i indicadors de bancs de peixos.

## Música
La música ha estat associada a la navegació en moltes ocasions. A nivell individual o en grups permesos o promocionats pel capità del vaixell (o autoritats superiors). Els auletes grecs, més que marcar el ritme de vogada, amenitzaven el treball monòton dels remers. Algunes maniobres en grup anaven acompanyades de cants (anomenats salomes, veritables salmòdies profanes) que permetien sincronitzar els moviments del conjunt (llevar una àncora amb l’argue, hissar una vela pesant…).

### Documents
- Galeres medievals.

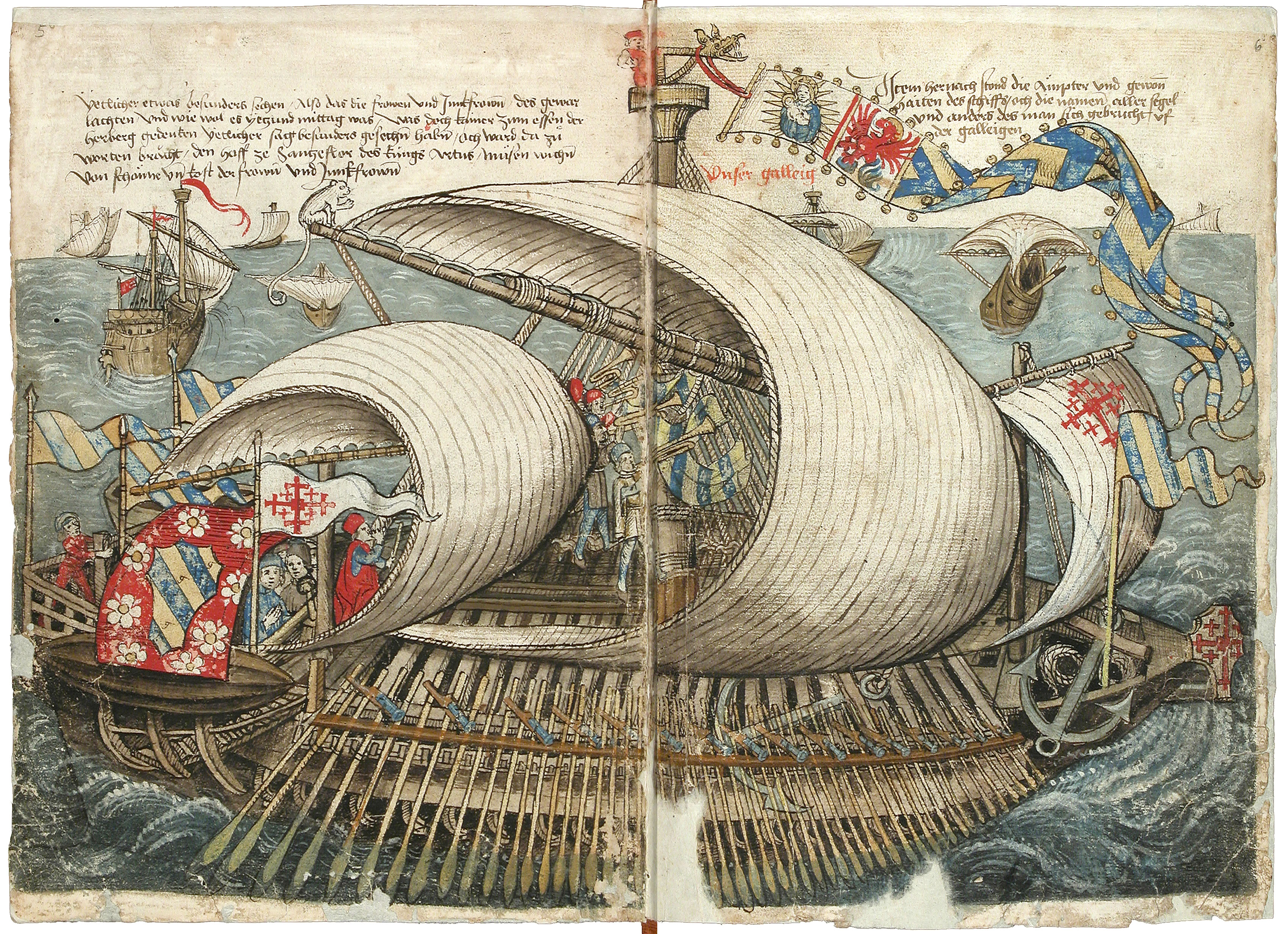
Galera veneciana d’Agostino Contarini en el viatge a Terra Santa de 1486. Segons el diari il·lustrat de Conrad Grünenberg. Vegeu els quatre trompetistes al mig de la imatge.

Els músics formaven part de les galeres de guerra medievals catalanes: 1 trompeta, 2 trompadors i 1 tabaler. Un conjunt molt semblant al que definia una Ordinaciò de Pere el Gran per als jutglars (músics) de palau i que quedava establert en les Ordinacions de Bernat II de Cabrera.
Les galeres venecianes seguien un sistema semblant. Els instruments eren, principalment, trompetes. I els músics, quatre. Zorzi Trombetta da Modone fou un venecià trompetista de galera, famós per la música i altres temes. Entre altres la navegació i la construcció naval.
- Mary Rose

Enfonsat el 1545, d’aquest vaixell es pogueren recuperar molts instruments musicals.
- Drake i l’armada britànica.

Els vaixells de l'expedició de Drake incorporaven músics a la tripulació. De manera semblant a les galeres catalanes.
- Eugenio de Salazar.

| «                             | ... Pues al tiempo de guindar las velas es cosa de oir zalomar á los marineros que trabajan, y las izan cantando y á compas del canto, como las zumbas cuando pelean; y comienza a cantar el mayoral de ellos, que por la mayor parte suelen estos ser levantiscos ... | » |
| — Carta d’Eugenio de Salazar. | |   |

- La guitarra de Rose Marie Pinon

La senyora Freycinet embarcà disfressada d’home en la corbeta Uranie. Portava una guitarra que anava tocant durant l'expedició.
- El pescador Manuel (Spencer Tracy) toca una viola de roda a la pel·lícula Captains Courageous. Video: Manuel's Love Song from Captains Courageous

- L'orquestra del Titanic.

Una de les més famoses llegendes del Titanic és la relativa a la seva banda de música. Durant l'enfonsament, els vuit membres de la banda dirigits per Wallace Hartley, se situaren al saló de primera classe en un intent per fer que els passatgers i passatgeres no perdessin la calma ni l'esperança. Més tard van continuar tocant en la part de popa de la coberta de bots. La banda no deixà de tocar fins i tot quan ja era segur que el navili s'enfonsaria.